# Четвърта езикова гимназия „Фредерик Жолио-Кюри“
Четвърта езикова гимназия „Фредерик Жолио-Кюри“ е обособена през 1958 във Варна, наследник на френския отдел на Ловешката смесена гимназия, първата езикова гимназия в България. Профилирана в преподаването на френски и испански език.
Патрон на гимназията е атомният физик Фредерик Жолио-Кюри, ръководел екипа по създаването на първия френски ядрен реактор, първи върховен комисар на Комисариата по атомна енергия (Сакле).
Гимназията е известна с богатия си културен живот, ангажиращ учениците в различни дейности: коледен песенен фестивал, първомартски фестивал на хората, и театрален фестивал. Кулминацията на тези фестивали е патронния празник на 19 март.
Гимназията има театрална трупа, фотоклуб, клуб „Приятели на Европа“, клуб на природолюбителите и др.
Всяка година възпитаници на гимназията са лауреати на национални олимпиади по френски и испански език, литература, философия, биология, химия, астрономия. Голяма част от абитуриентите продължават образованието си в престижни български и чужди университети.
През 2023 гимназията отбелязва 65-годишен юбилей.
Директор на гимназията е Веселина Тотева, преподавател по френски език.

## Възпитаници на гимназията
- Даниел Вълчев[1], заместник министър-председател и министър на образованието и науката в правителството на Сергей Станишев.
- Иван Момиров[2], оперен певец
- Десислава Тенекеджиева[3], актриса
- Бойко Богданов[4], режисьор, писател, музикант
- Галин Стоев[5], режисьор
- Георги Михалков[5], режисьор
- Владимир Градев[6], културолог, дългогодишен посланик на България във Ватикана
- Петко Манчев[7], композитор, музикален продуцент
- Марчо Апостолов[8][9][10] – оперен певец
- Петко Манчев [11]
- Ингрид Шикова – професор по европеистика